# اس‌ام لایف دیزاین
اس‌ام لایف دیزاین (انگلیسی: SM Life Design Group) شرکت انتشارات کره‌ای است، که در سال ۱۹۹۸ تأسیس شد.